# Quinton Bohanna
Quinton Bohanna (Memphis, 16 marzo 1999) è un giocatore di football americano statunitense che milita nel ruolo di defensive tackle per i Detroit Lions della National Football League (NFL).

## Carriera

### Dallas Cowboys
Bohanna al college giocò a football all'Università del Kentucky. Fu scelto nel corso del sesto giro (192º assoluto) nel Draft NFL 2021 dai Dallas Cowboys. Debuttò come professionista subentrando nella gara del primo turno contro i Tampa Bay Buccaneers campioni in carica.

### Detroit Lions
Il 31 agosto 2023 Bohanna firmò con la squadra di allenamento dei Detroit Lions.